# Acentronura
Acentronura – rodzaj ryb promieniopłetwych z rodziny igliczniowatych (Syngnathidae).

## Zasięg występowania
Rodzaj obejmuje gatunki występujące w Oceanie Indyjskim i Spokojnym.

## Systematyka

### Etymologia
- Acentronura: gr. negatywny przedrostek α- a – bez; κεντρον kentron – żądło, kolec, cierń; ουρα oura – ogon[5].
- Atelurus:  gr. ατελειος ateleios – niedoskonały, od negatywnego przedrostka α- a – bez; τελειος teleios – doskonały; ουρα oura – ogon[3]. Gatunek typowy: Atelurus germani Duméril, 1870 (= Hippocampus gracilissimus Temminck & Schlegel, 1850).

### Podział systematyczny
Do rodzaju należą następujące gatunki:
- Acentronura breviperula Fraser-Brunner & Whitley, 1949
- Acentronura gracilissima (Temminck & Schlegel, 1850)
- Acentronura tentaculata Günther, 1870